# كريستيان إدواردز
كريستيان إدواردز (بالإنجليزية: Christian Edwards)‏ (23 نوفمبر 1975 في المملكة المتحدة - ) هو مدرب كرة قدم ولاعب كرة قدم بريطاني في مركز الدفاع. شارك مع منتخب ويلز تحت 21 سنة لكرة القدم ومنتخب ويلز لكرة القدم. أما مع النوادي، فقد لعب مع أكسفورد يونايتد وسوانزي سيتي وفوريست غرين وكريستال بالاس ونادي آبريستويث تاون ونادي بريستول روفيرز ونادي بريستول سيتي ونادي ترانمير روفرز لكرة القدم ونوتينغهام فورست.

## وصلات خارجية
- كريستيان إدواردز على موقع قاعدة بيانات كرة القدم.إي يو (الإنجليزية)
- كريستيان إدواردز على موقع Soccerbase.com (لاعب) (الإنجليزية)
- كريستيان إدواردز على موقع عالم كرة القدم.نت (الإنجليزية)